# Dioptinae
Dioptinae je podfamilija moljaca familije Notodontidae.
Dioptinae je skoro isključivo neotropska grupa noćnih leptira.

## Taksonomija
Podfamilija je ranije bila smeštena u posebnu porodicu (Dioptidae). Štaviše, pleme Josiini je tretirano kao porodica (Josiidae) od strane Pipersa i Snelena 1900. godine i kao potporodica (Josiinae) od strane Kirijakova 1950. godine.

## Rodovi
- Pleme Josiini Miller & Otero, 1994
  - Caribojosia
  - Ephialtias
  - Getta
  - Josia
  - Lyces
  - Notascea
  - Phavaraea
  - Phintia
  - Polyptychia
  - Proutiella
  - Scea
- Pleme Dioptini Minet, 1983
  - Anticoreura
  - Argentala
  - Brachyglene
  - Cacolyces
  - Chrysoglossa
  - Cleptophasia
  - Dioptis
  - Dolophrosyne
  - Erbessa
  - Eremonidia
  - Eremonidiopsis
  - Euchontha
  - Hadesina
  - Isostyla
  - Momonipta
  - Monocreagra
  - Nebulosa
  - Oricia
  - Pareuchontha
  - Phaeochlaena
  - Phanoptis
  - Phryganidia
  - Pikroprion
  - Polypoetes
  - Pseudoricia
  - Sagittala
  - Scotura
  - Scoturopsis
  - Stenoplastis
  - Tithraustes
  - Xenomigia
  - Xenorma
  - Xenormicola
- Nepostavljeno
  - ‘‘Thirmida’’ venusta

## Spoljašnje veze
- Subfamily info